# Sperindio Cagnola
Sperindio Cagnola, o Cagnoli (documentato dal 1505 – ante 1530), è stato un pittore italiano, attivo in area novarese, seguace di Gaudenzio Ferrari.

## Biografia
Scarse sono le fonti documentali utili per delineare con precisione la sua biografia e la sua produzione artistica. 
Suo padre, Tommaso Cagnola, fu a capo di una delle botteghe pittoriche più fiorenti in area novarese tra la fine del XV secolo e l'inizio del secolo seguente. 

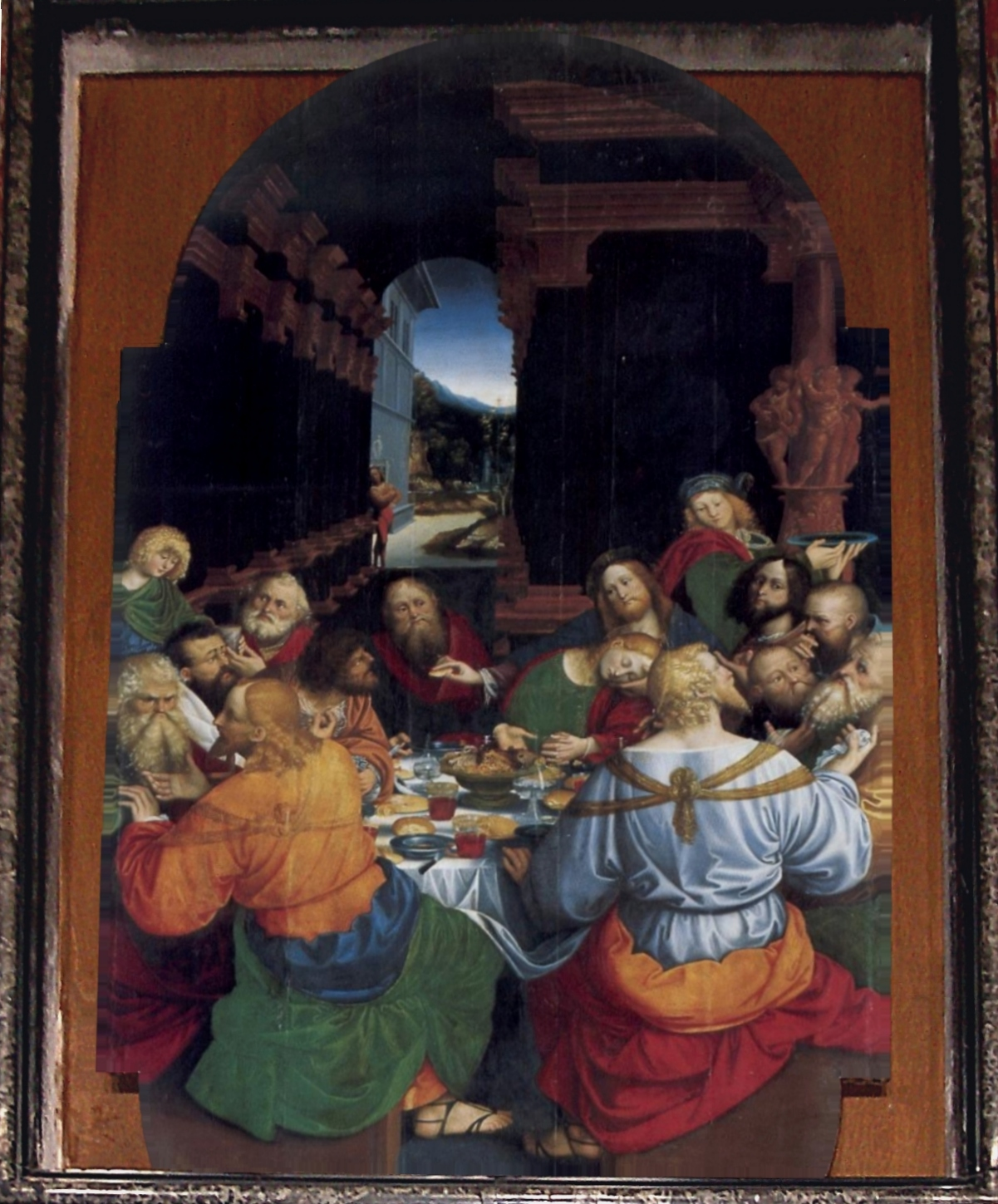
Gaudenzio Ferrari, Sperindio Cagnola, Ultima Cena, Duomo di Novara

Il suo apprendistato si svolse presso la bottega paterna, assieme ai fratelli Giovanni e Francesco, coadiuvando il lavoro del capo bottega nella realizzazione di cicli affrescati in chiese ed oratori del Piemonte orientale.
Risulta spesso problematico distinguere gli apporti dei vari membri della famiglia, come nel caso degli affreschi che ricoprono interamente l'interno dell'oratorio della Santissima Trinità a Momo, dove solo le scene della Madonna di Loreto e dell'Assunzione della Vergine sono dubitativamente attribuiti a Sperindio, stante il linguaggio pittorico che le caratterizza e che si distacca in qualche misura da quello tardo gotico dei suoi due fratelli.
Non si conoscono le esatte circostanze che aprirono le porte alla collaborazione con Gaudenzio Ferrari, ma già con il polittico a due ordini realizzato verso il 1510 a Cerano per la chiesa della Natività di Maria Vergine  (tuttora presente nella chiesa) si rende palese l'influenza del pittore valsesiano su Sperindio. Sappiamo da un contratto del 1514 che Gaudenzio Ferrari era presente a Novara, impegnato nella realizzazione del Polittico della Natività in San Gaudenzio: secondo una consuetudine di rapporti tra botteghe artistiche regolate da leggi di tipo corporativo, Sperindio, in quanto titolare in Novara di un'affermata bottega, figurava come fideiussore del Ferrari, artista che proveniva invece da fuori città.
L'alunnato di Sperindio presso Gaudenzio, oltre che condurlo al definitivo distacco dai modi tardo gotici della bottega paterna e consentirgli l'acquisizione di nuovo prestigio all'altezza dei gusti artistici del tempo, sfociò in una collaborazione piuttosto intensa tra i due pittori. La tavola dell'Ultima Cena, nel Duomo di Novara, realizzata verosimilmente a partire dal 1514 deve essere considerata – come ha argomentato Giovanni Romano - frutto di collaborazione tra i due pittori. Sempre nel secondo decennio del XVI secolo si colloca verosimilmente il trittico presente nella chiesa della Natività di Maria Vergine a Verbania, località Cavandone, con Madonna col Bambino ed i santi Giovanni Battista e Vittore.
Anche l'affresco della Madonna col Bambino e santi presente nella chiesa Madonna dei Palazzi a Vicolungo rivela ampiamente il debito artistico di Sperindio nei confronti di Gaudenzio.
Tra i cicli di affreschi conservati, realizzati da Sperandio Cagnola e dalla sua bottega - talvolta con evidenti riferimenti ai moduli iconografici della bottega paterna - va menzionato in particolare l'ampio ciclo eseguito nella Chiesa di San Marcello a Paruzzaro (affreschi dell'abside ed altri dipinti tra cui un Giudizio Universale sulla parete sud).
A riprova della reputazione acquisita da Sperindio, sappiamo che fu chiamato dalla famiglia Visconti ad eseguire gli affreschi (tuttora visibili) della chiesa della Madonna di Loreto a Massino Visconti.

## Opere
Riportiamo qui di seguito un catalogo di opere che sono state attribuite a Sperindio Cagnola.

### Opere su tavola
- Cerano, Parrocchiale della Natività della Vergine: polittico con la Madonna in trono col Bambino al centro, la Crocifissione in alto e Santi ai lati, negli scomparti minori
- Novara, Duomo: Ultima cena (in collaborazione con Gaudenzio Ferrari), olio su tavola
- Verbania, località Cavandone, Chiesa della Natività di Maria Vergine: trittico con la Madonna in trono col Bambino al centro ed i santi Giovanni Battista e Vittore nei pannelli laterali
- Masera, Chiesa di San Martino: trittico con la Madonna col Bambino tra i santi Giovanni Battista e Martino al centro, i santi Sebastiano e Antonio abate nel pannello di sinistra,  ed i santi Rocco e Giulio nel pannello di destra
- Torino, Museo Civico d'Arte Antica e palazzo Madama: Noli me tangere, olio su tavola[6]
- Fontaneto d'Agogna, Parrocchiale della Maria Vergine Assunta: Assunzione, tavola
- Novara, Museo Civico: Sant'Anna Metterza[7]

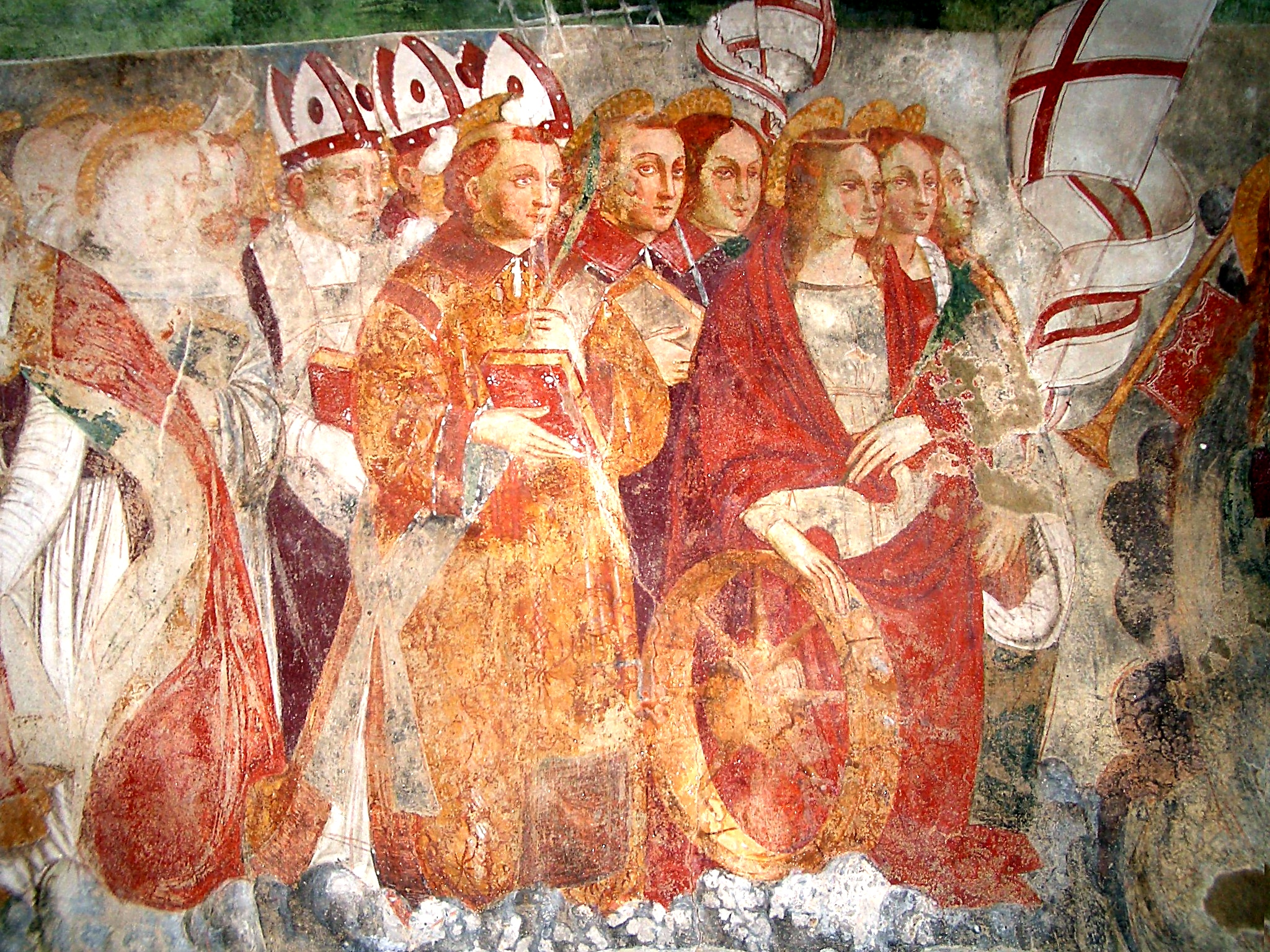
Sperindio Cagnola, Schiera di Santi (particolare del Giudizio Universale), Chiesa di San Marcello, Paruzzaro

### Opere a fresco
- Vicolungo, Chiesa di Santa Maria delle Grazie (o Oratorio dei Palazzi): Madonna col Bambino e santi affresco;
- Paruzzaro, Chiesa di San Marcello: ciclo dell'abside ed affreschi presenti sulla parete sud (tra cui un Giudizio Universale);
- Orta San Giulio, Basilica di San Giulio: ciclo di affreschi della seconda campata della navara destra[8];
- Baceno, Chiesa di San Gaudenzio: affreschi della volta del presbiterio; cappella della Madonna del Rosario e la Tentazione di Adamo sulla parete di fondo[9];
- Crevoladossola, Chiesa dei Santi Pietro e Paolo: ciclo di affreschi del presbiterio e del coro;
- Momo, oratorio della Santissima Trinità: sono attribuiti a Sperindio le scene della Madonna di Loreto e dell'Assunzione della Vergine.